# Oliarus oryzicola
Oliarus oryzicola är en insektsart som beskrevs av Bourgoin, Wilson och Couturier 1998. Oliarus oryzicola ingår i släktet Oliarus och familjen kilstritar. Inga underarter finns listade i Catalogue of Life.